# بوذا الصغير
بوذا الصغير (بالإنجليزية: Little Buddha)‏ هو فيلم دراما تم إنتاجه في فرنسا وإيطاليا وصدر في سنة 1993. الفيلم من إخراج برناردو برتولوتشي من بطولة كيانو ريفز وبريجيت فوندا.

## الميزانية والإيرادات
بلغت تكلفة إنتاج الفيلم حوالي 35 مليون دولار بينما حقق أرباحا تقدر بـ 4858139 دولار.

## وصلات خارجية
- بوذا الصغير على موقع IMDb (الإنجليزية)
- بوذا الصغير على موقع روتن توميتوز (الإنجليزية)
- بوذا الصغير على موقع نتفليكس (الإنجليزية)
- بوذا الصغير على موقع قاعدة بيانات الأفلام العربية
- بوذا الصغير على موقع ألو سيني (الفرنسية)
- بوذا الصغير على موقع Turner Classic Movies (الإنجليزية)
- بوذا الصغير على موقع أول موفي (الإنجليزية)
- بوذا الصغير على موقع بوكس أوفيس موجو (الإنجليزية)
- بوذا الصغير على موقع فيلمافينيتي (الإسبانية)
- بوذا الصغير على موقع قاعدة بيانات الأفلام السويدية (السويدية)